# Mario Díaz-Balart
Mario Rafael Díaz-Balart Caballero, född 25 september 1961 i Fort Lauderdale, Florida, är en amerikansk politiker. Han är ledamot av USA:s representanthus sedan 2003. Han är bror till Lincoln Díaz-Balart som var kongressledamot 1993–2011.
Fadern Rafael var Kubas inrikesminister under Fulgencio Batistas diktatur och fastern Mirta var Fidel Castros första hustru 1948-1955.
Mario Díaz-Balart studerade vid University of South Florida och var sedan medarbetare åt borgmästaren i Miami Xavier Suarez. Díaz-Balart bytte 1985 parti från demokraterna till republikanerna. Han blev 2002 invald i USA:s representanthus.